# Johannes Honegger
Johannes Honegger (* 15. April 1832 in Wald; † 13. August 1903 in Alvaneu Bad) war ein Schweizer Unternehmer.

## Leben
Johannes Honegger wurde am 15. April 1832 als Sohn des Nagelschmieds Ludwig Honegger in Wald geboren. Nach dem Besuch der Primarschule führte Honegger gemeinsam mit seinem Vater und seinem Bruder Kaspar eine Nagelschmiede im Weiler Dändler in der Gemeinde Wald. 
1853 gründete Honegger zusammen mit seinem Bruder die Baumwollweberei Hub in Wald mit 50 Webstühlen, die 1860 durch einen Brand zerstört wurde. Nach der geschäftlichen Trennung von seinem Bruder baute er den Betrieb in der Hub in einem weit grösseren Umfang wieder auf. Mit dem Bau der Weberei Bleiche 1873 spezialisierte er sich auf die Feinweberei. Nach dem Zukauf der Weberei von Johannes Wild in Bubikon und weiteren Betrieben kontrollierte er 1888 rund 771 Webstühle. Gemeinsam mit Kaspar Spörri expandierte er schliesslich nach Norditalien.
Johannes Honegger, der zweimal verheiratet war, starb am 13. August 1903 im Alter von 71 Jahren in Alvaneu. Seine Unternehmungen wurden von seinen vier Söhnen weitergeführt.